# Gondichatnahalli, Shimoga
Gondichatnahalli là một làng thuộc tehsil Shimoga, huyện Shimoga, bang Karnataka, Ấn Độ.